# 샬럿 리치
샬롯 리치(Charlotte Ritchie, 1989년 8월 29일 ~ )는 잉글랜드의 배우, 싱어송라이터이다. 클래식 크로스오버 밴드 올 엔젤스{All Angels)의 멤버이다.

## 출연 작품

### 영화
2023년 웡카 - 바바라 역